# 屈原 (话剧)
《屈原》，一部由郭沫若所著的历史题材话剧。

## 写作和出版
该剧是郭沫若在1942年抗日战争期间所作。
郭沫若曾自己解释为何要写作《屈原》：“全中国进步的人们都感受着愤怒，因而我把时代的愤怒复活到屈原时代里去了，换句话说，我是借了屈原的时代来象征我们当前的时代。”

## 内容
全剧一共分作五幕。
“屈原”在橘园大声朗诵自己的诗作《橘颂》，同时传授文化给弟子“宋玉”，正在此时，“南后郑袖”派遣公子“子兰”（楚怀王稚子）迎请屈原进入宫廷。
南后以排演《九歌》为名，设计诬陷屈原，屈原被罢官。
屈原的一片爱国之情反而招来杀身之祸，不禁忧郁、苦闷，于是离家出走，乡里为他招魂。
南后当着文武百官戏弄屈原，屈原怒斥秦国相国“张仪”，结果被羁押在东皇太一庙。
子兰带着宋玉去看“婵娟”，用营救屈原当条件相威胁，被婵娟痛斥。
“卫士”义愤填膺，救出婵娟，并且一同去营救屈原。

## 主题和风格
《屈原》中有许多取材于《九歌》中的神灵，如：云中君、东君、大司命、少司命、湘君、湘夫人、河伯；修辞手法包含：拟人、呼告、反复、排比、比喻等。
历史剧一般都是重视描述剧情和史实，但是郭沫若却把重点放在“借古讽今”，显示出其独辟蹊径。